# یوام‌دبلیو
یوام‌دبلیو (به انگلیسی: UMW) شرکت خوشه‌ای مالزیایی است، که در زمینه مونتاژ اتومبیل و تولید قطعات خودرو، فرآورده‌های نفتی و تجهیزات صنعتی فعالیت می‌کند.
شرکت یوام‌دبلیو در سال ۱۹۱۷ توسط چیا ای‌سوه تأسیس شد و در حال حاضر دارای عملیات در کشورهای سنگاپور، اندونزی، تایلند، ویتنام، استرالیا، تایوان، چین، کره شمالی، هند، عمان و ترکمنستان می‌باشد.
دفتر مرکزی این شرکت در شهر کوالالامپور قرار دارد و بخشی از سهام آن در بازار بورس مالزی معامله می‌شود.
شرکت یوام‌دبلیو هم‌اکنون مالک ۳۸ درصد از شرکت پرودوآ است، همچنین نمایندگی مونتاژ و فروش خودروهای تویوتا، دایهاتسو، هینو موتورز، لکسوس و گروه فاو را در مالزی در اختیار دارد. این شرکت نمایندگی تولید و توزیع فرآورده‌های نفتی برندهای پنزویل و رپسول در چین و مالزی را دارا می‌باشد.